# Escudo de Manitoba
La parte principal del escudo de armas de la provincia de Manitoba, Canadá, oficialmente Las armas de Su Majestad en Derecho de la Provincia de Manitoba, fue concedida por patente real del rey Eduardo VII el 10 de mayo de 1905. Sobre el jefe de plata se encuentra a la Cruz de San Jorge, símbolo de Inglaterra. El bisonte es un recordatorio simbólico de la abrumadora presencia de este animal (en tiempos lejanos) sobre la actual provincia. El resto del escudo de armas fue concedido en 1992.
El yelmo, posicionado en la cima del escudo, es dorado y apunta hacia la izquierda, un símbolo del estatuto co-soberano de Manitoba en la Confederación. La cobertura de este (burelete y lambrequines) proviene de los colores nacionales canadienses. La cimera es un castor, el animal oficial de Canadá, sosteniendo a una pulsatilla, la flor provincial de Manitoba. Asimismo, la cimera se halla montada por una corona, representando a la soberanía real.
El lema es Gloriosus et Liber, "gloriosa y libre," una frase tomada de la lírica inglesa para el himno nacional de Canadá "O Canada"

## Galería de escudos históricos

Escudo de armas de Manitoba (1870-1905)

- Datos: Q1633922